# 仙霞古道
28°21′58″N 118°30′25″E / 28.36611°N 118.50694°E

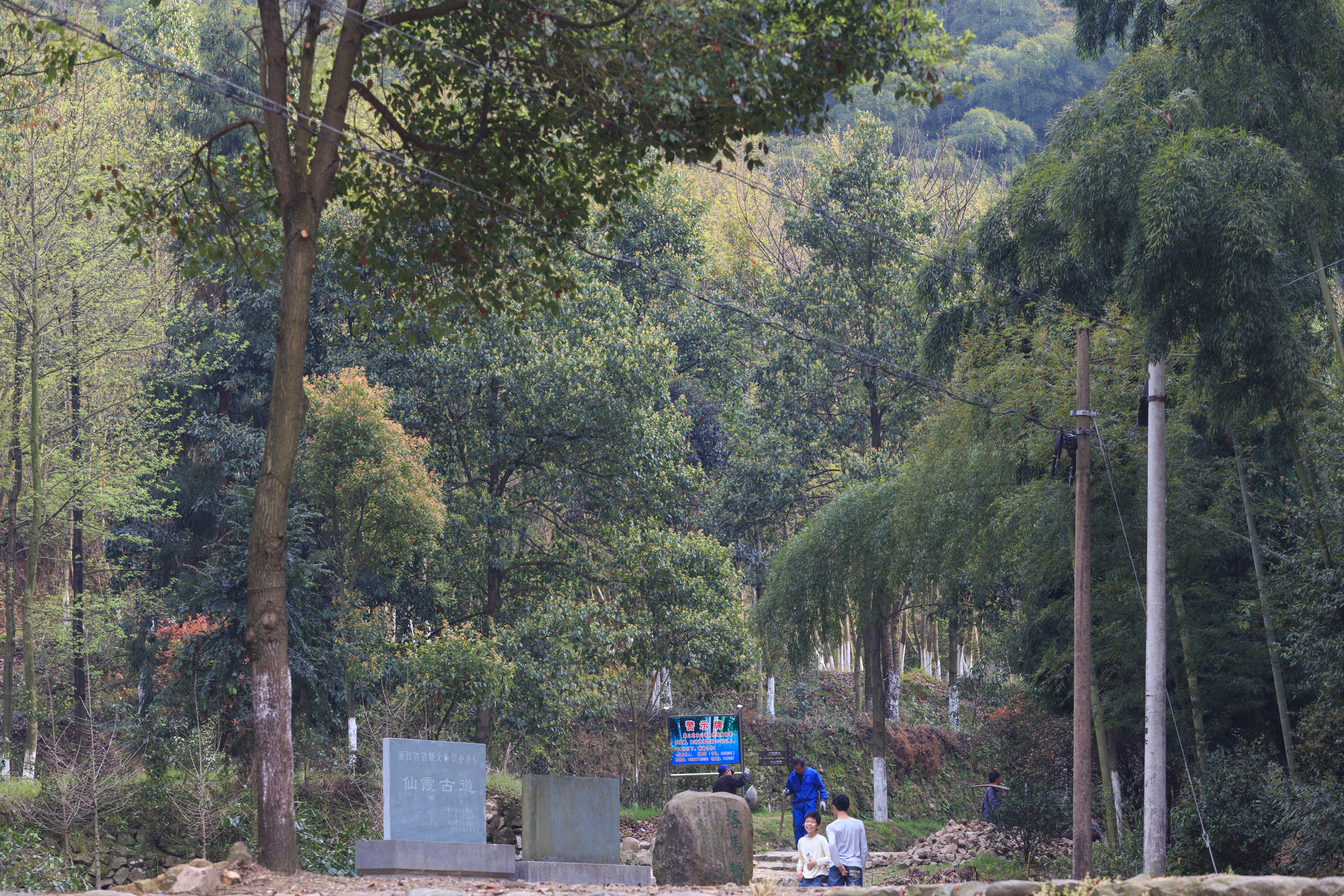
浙江江山保安仙霞古道入口

仙霞古道位于中国浙江江山和福建浦城之间，是古代（唐至民国初年）沟通钱塘江流域和闽江流域的重要通道，全长约120千米，因纵贯仙霞岭而得名，其中多数路段与现今205国道大致重合。
一般认为仙霞古道的起点位于浙江江山清湖，向南经峡口、保安，经仙霞关至廿八都，再越枫岭关至福建境，越梨岭（五显岭）经九牧、仙阳到浦城县城南浦镇结束。但有人认为应向南延伸至观前码头。
传说仙霞古道是唐末黄巢大军为避开唐军而开辟的。明末徐霞客入闽即经由此道，并载于其《徐霞客游记》中。清朝初年，因南明隆武帝、耿精忠、郑成功先后据闽自守，仙霞古道军事意义凸显，后清军在廿八都设有浙闽枫岭营总府，仙霞古道进入全盛时期。
民国初年公路修建后，古道或被公路占用，或被遗弃，目前仅保安至小竿岭一段（即仙霞关前后）尚保存完好，已被列为浙江省文物保护单位。仙霞古道最狭义的说法指的就是这段。
现在古道沿途已成为江山市、浦城旅游开发的重点，除了残存的古道之外，清湖镇为浙江省历史文化名镇，江郎山是世界自然遗产、国家重点风景名胜区，廿八都是国家历史文化名镇，浮盖山是福建省级风景名胜区，观前村是福建省历史文化名村。